# Neveal Hackshaw
Neveal Irwin Hackshaw (Arima, 21 settembre 1995) è un calciatore trinidadiano, difensore dell'Oakland Roots e della nazionale trinidadiana.